# 윌 포테이
윌 포테이(영어: Will Forte, 1970년 6월 17일 ~ )는 미국의 배우이다. 《새터데이 나이트 라이브》의 주요 출연진 중 한 명이었으며, 시트콤 《라스트 맨 온 어스》의 제작자이다.

## 출연작
- 22 점프 스트리트(2014) - 축구 해설자(카메오)
- 레고 무비(2014) - 에이브러햄 링컨(목소리 출연)
- 내 이름은 꾸제트(2017) - 미스터 폴(목소리 출연)
- 북스마트(2019) - 더그 앤츨러
- 라스트 맨 온 어스